# Toni Hnojčik
Toni Hnojčik (Daruvar, 19. svibnja 1951. – Zagreb, 28. ožujka 2018.), hrvatski novinarski i umjetnički fotograf i fotoizvjestitelj češke nacionalnosti.

## Životopis
Rođen u Daruvaru od oca Čeha, majke Hrvatice koja je imala i mađarskih i njemačkih predaka. Od mlade dobi bavio se fotografijom. U Daruvaru završio osnovnu i gimnaziju. Ima je mnogo hobija: ples, kazalište, bend koji je svirao pop-rock. Studirao u Češkoj na praškoj prestižnoj likovnoj akademiji FAMU. Završetkom studija vratio se u Daruvar. Prvo radio u listu češke manjine Jednoti. Tadašnji urednik i fotograf tjednika „Jednota“ gospodin Vladimir Danjek spremao se za mirovinu i htio je imati nasljednika tako da je od ljudi na području Daruvara uzeo Hnojčika. Obavljao je poslova laboranta za izradu fotografija, novinara, fotografa i urednički posao. Bio je i vanjski suradnik daruvarskog lista „Glas komune“, kasnije „Daruvarac“. Suradnik listova Vjesnik, Večernji list, Pakrački list i dr., stalni suradnik tjednika na češkom Jednote. Prije Domovinskog rata je samostalno izlagao. S kolegom novinarom s radija Daruvar, Sašom Lekovićem koji je bio direktor i urednik tog radija, i koji je osnovao neovisne novine „Buuum“, pratio je i SDS i HDZ na osnivačkim i stranačkim skupovima te su ravnopravno podijelili izvješća i fotografije. Tijekom velikosrpske agresije na Hrvatsku ratni izvjestitelj s ratišta. Surađivao s ministarstvom informiranja Republike Hrvatske radi širenja istine o Hrvatskoj u svijetu. 
Mnogo doprinio izvješćivanju iz Daruvara, Pakraca i ostatka zapadne Slavonije, pa je ponio nadimak "dobri duh zapadne Slavonije". Hnojčikove vrhunske ratne fotografije, koje su ga proslavile, krasile su Jednotu i Večernji list, ali i Globus, Gloriju i Arenu. Izabrane ratne fotografije iz Domovinskog rata objavio je 2011. godine Memorijalni centar Domovinskog rata pod nazivom "To sam radio u ratu, sine". Kronološki i tematski kroz fotografije prikazuje velikosrpsku agresiju na Republiku Hrvatsku, odnosno na zapadnu Slavoniju. Dio fotografija izašao je u prestižnim svjetskim medijima. Fotografirao je predaju Veljka Džakule i Steve Harambašića, zapovjednika SAO Krajine te dolazak hrvatskih snaga u netom oslobođena područja. Bili su tu i civili, ali i „civili“. U Areni radio od 1995. do prestanka izlaženja lista 2009. godine. Poslije rata bio je slobodni fotoreporter. Iznimno je volio umjetničku fotografiju. Višegodišnji član uredništva časopisa Hrvatskoga novinarskog društva Novinar. U Njemačkoj su ga zapazili iz jedne televizijske kuće te o njemu snimili dokumentarni film. Zadnje godine života živio u Zagrebu. Nakon umirovljenja radio jedno vrijeme kao fotograf i urednik fotografije na portalu www.nacionalnemanjine.hr te na još nekim portalima. Premda je imao iskaznicu ZNG-a, dragovoljca Domovinskog rata i Spomenicu Domovinskog rata, nije dobio status hrvatskog branitelja.

## Fotomonografija
Fotografije obuhvaćaju razdoblje stvaranja i obrane Republike Hrvatske te oslobađanja državnoga teritorija koji su 1991. okupirale JNA i srpsko-crnogorske postrojbe, uz pomoć lokalnih pobunjenih Srba. Kratki su zbog namjere da se, što je moguće više, izbjegne sugestija, i tako svakoj fotografiji “omogući” da ispriča svoju priču. Fotomonografija započinje fotografijama s kraja 80-ih godina u socijalističkoj Jugoslaviji koje prikazuju naoko idilu suživota na ovom području, koji je brzo pokleknuo pod velikosrpskim projektom iz Beograda. Slijede fotografije Jugoslavenske narodne armije iz kojih se vidi njena prisutnost u svim porama društva. Operacionalizacija velikosrpskog projekta na zapadnoslavonskom području ubrzava se djelovanjem Srpske demokratske stranke, a autor fotomonografije zabilježio je 1990. jedan od skupova SDS-a u zapadnoj Slavoniji. Reakcija na srpsku propagandu bila je homogenizacija Hrvata, koji se udružuju u stranke, što je također Hnojčik ovjekovječio na fotografijama. Tematski najveći dio fotomonografije obuhvaća fotografije od prvog sukoba JNA i hrvatskih snaga u Pakracu početkom ožujka 1991., otvorene agresije srpskih snaga i JNA na zapadnoslavonsko područje u kolovozu 1991., te razaranja civilnih ciljeva, ubijanja civila i branitelja, evakuacije civila, pa do prvih oslobodilačkih akcija hrvatskih snaga u Republici Hrvatskoj. Nakon stravičnih, no i ponosnih fotografija ratne 1991., slijede fotografije povratka i obnove razrušenih domova, te boravka snaga UNPROFOR-a od 1992. do 1995. na zapadnoslavonskom području. Nakon tog razdoblja, ni rata ni mira, slijede fotografije veličanstvene VRO Bljesak kojom je oslobođeno cijelo područje zapadne Slavonije. Na kraju knjige tematski su prikazane fotografije s prizorima stradanja životinja, posjeta novinara i raznih delegacija tom području.

## Nagrade
Izabrane nagrade:
- Zlatna kamera[1]
- Godišnja nagrada HND-a[1]
- Zlatni objektiv«, nagradu Hrvatske udruge radija i novina.[1]
- nekoliko desetaka priznanja za rad tijekom rata
- Spomenica Domovinskog rata